# Войнилівський район

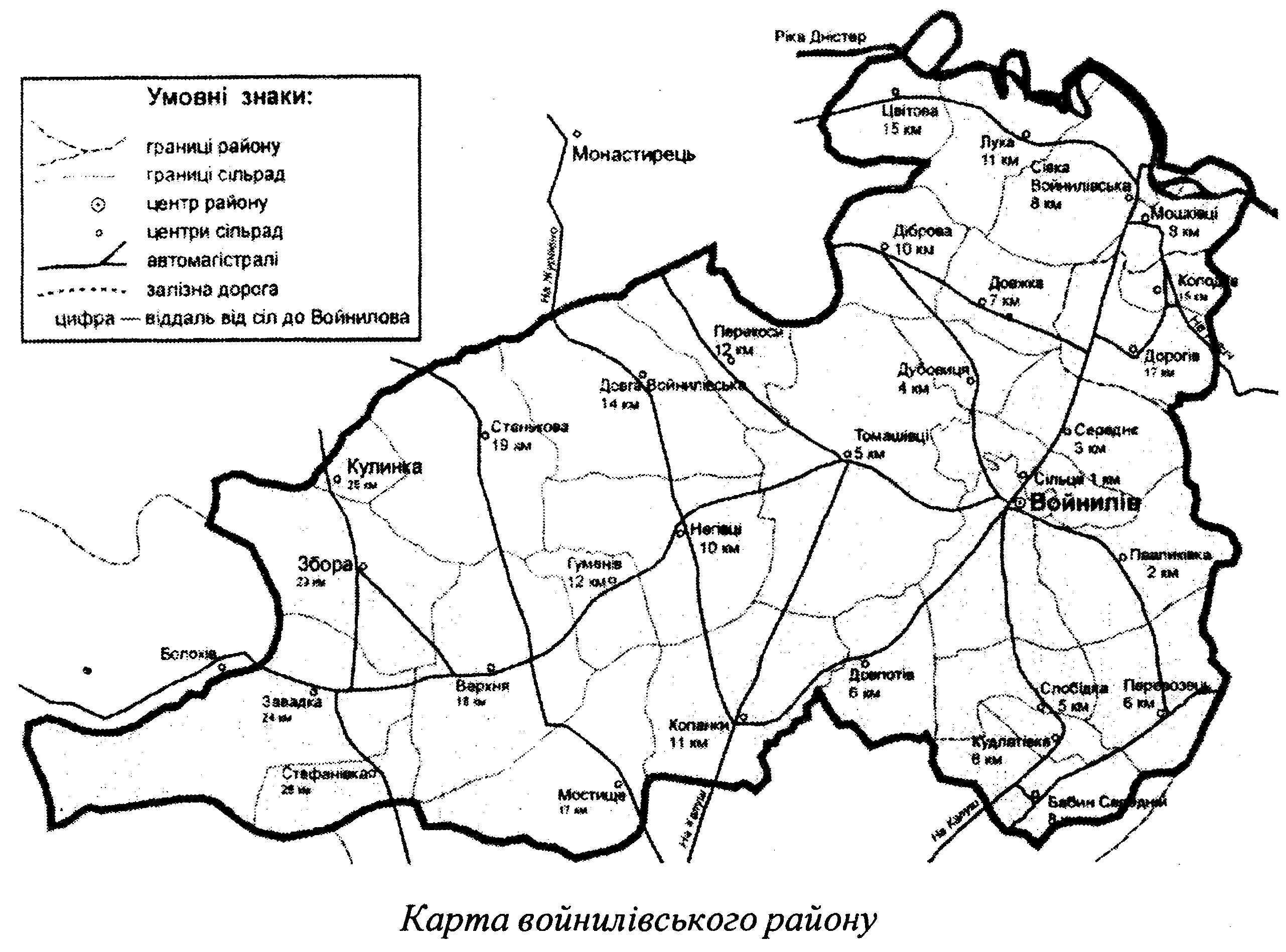
Карта Войнилівського району

Войнилівський район — колишній район у складі Станіславської області УРСР. Центром району було селище Войнилів.

## Адміністративний поділ
17 січня 1940 року Калуський повіт було розділено на три райони — Калуський, Новичанський та Войнилівський.
До Войнилівського району відійшли села ґмін Войнилів, Томашівці та Верхня. Утворена 31 сільська рада:
- Бабин-Зарічний
- Бабин Середній
- Болохів
- Верхня
- Войнилів
- Гуменів
- Діброва
- Довга Войнилівська
- Довжка
- Довпотів
- Дубовиця
- Завадка
- Збора
- Копанки
- Кудлатівка
- Кулинка
- Лука
- Мостище
- Мошківці
- Негівці
- Павликівка
- Перевозець
- Перекоси
- Середнє
- Сівка Войнилівська
- Сільце
- Слобідка
- Станькова
- Стефанівка
- Томашівці
- Цвітова.

Першим секретарем райкому компартії призначили О. С. Бабенка, до того — другий секретар Софіївського райкому.
Указом Президії Верховної Ради УРСР 23 жовтня 1940 р. з Войнилівського району вилучені сільські ради і передані:
- Бабин-Зарічна сільська рада — до Калуського району
- Болохівська сільська рада — до Долинського району.

У 1941 році головою виконавчого комітету Войнилівської районної ради депутатів трудящих Станіславської області був Семанишин Микола Олексійович.
У роки ІІ світової війни територія району була окупована німцями і увійшла до Крайсгауптманшафту Калуш. 30 липня 1944 року Радянські війська знову захопили територію району. Райком КПРС очолив Олексій Кожушко, райвиконком – Петро Беляй. Відділом НКВС керував Романов.
Станом на 1 вересня 1946 року площа району становила 300 км², кількість сільських рад — 28.
Указом Президії Верховної Ради УРСР 21 лютого 1950 року села Копанки, Мостище і Середній Бабин передані до Калуського району.
12 червня 1951 р. під приводом попереднього злиття колгоспів Войнилівський райвиконком рішенням № 320 ліквідував 6 сільрад (залишилось 17):
- Сільцівську і Павликівську з приєднанням до Войнилівської сільради;
- Кудлатівську з приєднанням до Слобідківської сільради;
- Мошківську з приєднанням до Сівко-Войнилівської сільради;
- Кулинківську з приєднанням до Зборівської сільради;
- Дубрівську з приєднанням до Довжівської сільради.

19 травня 1959 р. Войнилівський райвиконком ліквідував 6 сільрад:
- Перекосівську з приєднанням до Довговойнилівської сільради;
- Перевозецьку і Довпотівську з приєднанням до Слобідської сільради;
- Луцьку з приєднанням до Сівковойнилівської сільради;
- Дубовицьку і Довжівську з приєднанням до Середнянської сільради.

Залишилось 11 сільрад:
- Верхнянська
- Войнилівська
- Довговойнилівська
- Завадківська
- Зборівська
- Негівська
- Середнянська
- Сівка Войнилівська
- Слобідська
- Станьківська
- Томашівська.

9 березня 1960 р. Станіславський облвиконком ухвалив рішення про приєднання Довпотівської, Слобідської і Перевозецької сільрад до Войнилівської сільради.
30 грудня 1962 р. ліквідовано 20 районів області, між якими і Войнилівський, територію якого приєднали до Калуського району.

## Діяльність ОУН і УПА
На території району діяла районна організація ОУН, очолювана районним проводом ОУН, який підпорядковувався Калуському повітовому (з листопада 1944 р. — надрайонному) проводу ОУН, а з травня-червня 1948 р. — Журавненському надрайонному проводу ОУН. 
В районі, як і на всій Галичині, населення підтримувало УПА і було тероризоване всіма репресивними органами СРСР. В центрі Войнилова в колишньому костьолі працювала катівня НКВС (рештки сотень жертв випадково розкопали в 1991 році).
Влітку 1948 р. заарештовано 4-х голів сільрад за роботу на підпілля ОУН.
За даними облуправління МГБ у 1949 р. в Войнилівському районі підпілля ОУН найактивнішим було в селах Верхнє, Збора, Завадка, Станькова і Сівка-Войнилівська.
14 квітня 1960 р. загинув уродженець с. Середнє останній керівник боївки ОУН Пасічний Петро — вояк УПА, член Подільського окружного проводу ОУН.

## Адміністративний поділ станом на 1 вересня 1946 року[4]
- Верхнянська сільська рада
  - село Верхня
- Войнилівська сільська рада
  - село Войнилів
- Гуменівська сільська рада
  - село Гуменів
- Довговойнилівська сільська рада
  - село Довгий Войнилів
- Довжківська сільська рада
  - село Довжка
- Довпотівська сільська рада
  - село Довпотів
- Дібровська сільська рада
  - село Діброва
- Дубовицька сільська рада
  - село Дубовиця
  - хутір Землянка
- Завадківська сільська рада
  - село Завадка
  - село Степанівка
- Зборівська сільська рада
  - село Збора
- Копанківська сільська рада
  - село Копанки
- Кудлатівська сільська рада
  - село Кудлатівка
- Кулинківська сільська рада
  - село Кулинка
- Луцька сільська рада
  - село Лука
- Мостищенська сільська рада
  - село Мостище
- Мошковецька сільська рада
  - село Мошківці
- Негівська сільська рада
  - село Негівці
  - хутір Пняки
- Павликівська сільська рада
  - село Павликівка
- Перевозецька сільська рада
  - село Перевозець
- Перекосівська сільська рада
  - село Перекоси
- Середнянська сільська рада
  - село Середня
- Середньобабинська сільська рада
  - село Середній Бабин
- Сівко-Войнилівська сільська рада
  - село Сівка-Войнилівська
- Сільцівська сільська рада
  - село Сільце
- Слобідська сільська рада
  - село Слобідка
- Станківська сільська рада
  - село Станкова
- Томашівська сільська рада
  - село Нові Томашівці
  - село Старі Томашівці
  - хутір Дубина
  - хутір Сеглів
- Цвітівська сільська рада
  - село Цвітова